# Wang Chieh
Wang Chieh (* in der Republik China (Taiwan)) ist eine taiwanische Fußballschiedsrichterin.
Seit 2018 steht sie auf der Liste der FIFA-Schiedsrichter und leitet internationale Fußballspiele.
Bei der Asienmeisterschaft 2022 in Indien leitete Wang Chieh ein Spiel in der Gruppenphase.